# Eric Bogosian
Pour les articles homonymes, voir Bogosian.
Eric Bogosian (arménien : Էրիկ Բոգոսյան) est un acteur, scénariste et écrivain américain d'origine arménienne, né le 24 avril 1953 à Woburn (Massachusetts).

## Biographie
Eric Bogosian est né le 24 avril 1953 à Woburn (Massachusetts).

### Vie privée
Il est marié depuis 1980 à Jo Bonney. Ils ont deux fils, Harris Wolf Bogosian et Travis Bogosian.

## Carrière
Il est l'auteur de trois romans : Mall, Wasted Beauty et Perforated Heart. Il a également écrit des œuvres dramatiques.
Il fait partie des auteurs contemporains qui utilisent encore les codes du Kmart realism.

## Filmographie

### Cinéma

#### Longs métrages
- 1983 : Born in Flames de Lizzie Borden : un technicien de CBS
- 1984 : Special Effects (en) de Larry Cohen : Christopher "Chris" Neville
- 1988 : Conversations nocturnes (Talk Radio) d'Oliver Stone : Barry
- 1989 : Suffering Bastards de Bernard McWilliams : Mr Leech
- 1993 : Le Voleur et le Cordonnier (The Princess and the Cobbler) de Richard Williams : Phido, le vautour (voix)
- 1995 : Dolores Claiborne de Taylor Hackford : Peter
- 1995 : Piège à grande vitesse (Under Siege 2: Dark Territory) de Geoff Murphy : Travis Dane
- 1996 : Beavis et Butt-Head se font l'Amérique (Beavis and Butt-Head Do America) de Mike Judge : Un ranger à Old Faithful / Le secrétaire de la Maison-Blanche / Un lieutenant (voix)
- 1996 : Revers de fortune (The Substance of Fire) de Daniel J. Sullivan : Gene Byck
- 1997 : Harry dans tous ses états (Deconstructing Harry) de Woody Allen : Burt
- 1997 : Office Killer (en) de Cindy Sherman : Peter Douglas
- 1998 : Casses en tous genres (Safe Men) de John Hamburg : Edward Templeton Sr. (voix)
- 2000 : Fausses Rumeurs (Gossip) de Davis Guggenheim : Professeur Goodwin
- 2000 : In the Weeds (nl) de Michael Rauch : Simon
- 2001 : Wake Up and Smell the Coffee (en) de lui-même : All
- 2002 : Ararat d'Atom Egoyan : Rouben
- 2002 : Igby (Igby Goes Down) de Burr Steers : Mr Nice Guy
- 2003 : Charlie's Angels : Les Anges se déchaînent ! (Charlie's Angels : Full Throttle) de McG : Alan Caulfield
- 2003 : Wonderland de James Cox : Eddie Nash
- 2004 : Blade : Trinity de David S. Goyer : Bentley Tittle
- 2004 : Heights de Chris Terrio : Henry
- 2004 : King of the Corner (en) de Peter Riegert : Evelyn Fink, le rabbin
- 2008 : Cadillac Records de Darnell Martin : Alan Freed
- 2010 : Don't Go in the Woods de Vincent D'Onofrio : Un producteur
- 2017 : Rebel in the Rye : Aux origines de l'Attrape-cœurs (Rebel in the Rye) de Danny Strong : Harold Ross
- 2019 : Uncut Gems de Joshua et Ben Safdie : Arno
- 2023 : Reptile de Grant Singer : Capitaine Allen

#### Courts métrages
- 1987 : Chasing the Dragon de Michel Auder
- 1988 : Arena Brains (es) de Robert Longo : L'animateur
- 2015 : Daytona de Travis Bogosian : Sam Calhoun (voix)

### Télévision

#### Séries télévisées
- 1985 : Deux Flics à Miami (Miami Vice) : Zeke
- 1985 : La Cinquième Dimension (The Twilight Zone) : Jackie Thompson
- 1985 : Histoires de l'autre monde (Tales from the Dark Side) : Un junkie
- 1986 : Les Incorruptibles de Chicago (Crime Story) : DeWitt "Dee" Morton
- 1992 - 1993 : New York, police judiciaire (Law and Order) : Maître Gary Lowenthal
- 1993 : The Larry Sanders Show : Stan Paxton
- 2000 : Welcome to New York : Robby
- 2001 : Blonde : Otto Ose
- 2001 : New York 911 (Third Watch) : Lieutenant Lewis
- 2002 : Scrubs : Dr Gross
- 2006 : Love Monkey : Phil Leshing
- 2006 - 2010 : New York, section criminelle (Law & Order Criminal Intent) : Capitaine Danny Ross
- 2014 : The Good Wife : Nelson Dubeck
- 2015 : Elementary : Collin Eisely
- 2016 - 2017 : The Get Down : Roy Asheton
- 2017 - 2021 : Billions : Lawrence Boyd
- 2018 - 2019 : Succession : Gil Eavis
- 2019 : Instinct : Harry Kassabian
- 2022 : Entretien avec un vampire (Interview with the Vampire) : Daniel Molloy

#### Téléfilms
- 1988 : Ouragan sur le Caine: Le procès (The Caine Mutiny Court-Martial) de Robert Altman : Lieutenant Barney Greenwald
- 1990 : Last Flight Out de Larry Elikann : Larry Rose
- 1994 : Chasseur de sorcières (Witch Hunt) de Paul Schrader : Sénateur Larson Crockett
- 1998 : Vietnam: Un adroit mensonge (en) (A Bright Shining Lie) de Terry George : Doug Elders
- 2001 : Mort préméditée (Shot in the Heart) d'Agnieszka Holland : Larry Schiller

### Scénariste
- 1988 : Conversations nocturnes (Talk Radio) d'Oliver Stone
- 1986 : Funhouse (TV) de Jo Bonney et Lewis MacAdams
- 1987 : Chasing the Dragon
- 1988 : Arena Brains (es) de Robert Longo
- 2001 : Wake Up and Smell the Coffee (en)